# Кочнева, Елена Витальевна
Елена Витальевна Кочнева (27 августа 1989, Иркутск) — российская футболистка, вратарь. Выступала за сборную России. Мастер спорта России международного класса (2016).

## Карьера

### Клубная
Воспитанница иркутской ДЮСШ «Рекорд», первый тренер — Светлана Надёжкина. Училась в Иркутской школе № 39, позднее перебралась в Москву, окончила московскую школу ГОУ ЦО «Чертаново» и вошла в состав ФК «Чертаново». В нём провела сезоны 2006 и 2007 годов, после чего перешла в «ШВСМ-Измайлово». В 2012 году дебютировала в составе «Звезды-2005». В пермском клубе провела 8 сезонов, как правило в роли резервного вратаря, и сыграла за это время 39 матчей. В 2020 году перешла в «Краснодар», где в первом сезоне ни разу не вышла на поле, будучи дублёром Татьяны Щербак.

### В сборной
В составе молодёжной сборной России (до 19 лет) играла на чемпионате Европы среди девушек 2006 года в Швейцарии, где стала бронзовым призёром. В том же году дебютировала на домашнем молодёжном чемпионате мира, где дошла со сборной до 1/4 финала.
С 2007 года выступала за национальную сборную России. Участница чемпионата Европы 2009 года.

## Вне футбола
Мама Елены — профессиональная волейболистка. Елена ранее пробовала себя не только в футболе, но и в волейболе, и в легкой атлетике, и в хоккее. В свободное от футбола время увлекается фотографией.